# Losseni Konaté
Losseni Konaté (29 de dezembro de 1972) é um ex-futebolista profissional marfinense que atuava como goleiro.

## Carreira
Losseni Konaté se profissionalizou no ASEC Mimosas.

## Seleção
Losseni Konaté integrou a Seleção Marfinense de Futebol na Copa Rei Fahd de 1992, na Arábia Saudita.

## Títulos
Costa do Marfim
- Copa das Nações Africanas: 1992